# Salvatore Satta
Salvatore Satta (* 9. August 1902 in Nuoro, Sardinien; † 19. April 1975 in Rom) war ein italienischer Jurist und Schriftsteller.

## Leben
Satta war der Sohn von Salvatore Satta und dessen Ehefrau Valentina Galfré; der Lyriker Sebastiano Satta war ein Verwandter.
Nach Vollendung seiner Schulzeit begann Satta Rechtswissenschaft an der Universität Camerino (Marken) zu studieren. Dieses Studium konnte er mit einer Promotion erfolgreich beenden.
Später konnte sich Satta auch habilitieren und wirkte zeit seines Lebens als Jurist (er wurde einer der bekanntesten Juristen seiner Zeit).
In seinem ersten literarischen Werk, dem Roman Il giorno del giudizio (Der Tag des Gerichts) beschreibt Satta –  von den Honoratioren bis zu den Hirten – das Leben seiner Heimatstadt Nuoro und Umgebung. Um die im Buch genannten Personen etwas zu schonen, wurde es erst nach dem Tod Sattas veröffentlicht.

## Werke (Auswahl)
- Belletristik
  - Il giorno del giudizio. Adelphi, Mailand 2005, ISBN 88-459-0762-7
  - Der Tag des Gerichts. Roman. Suhrkamp, Frankfurt/M. 1996, ISBN 3-518-39111-9
  - La veranda (Bibliotheca sarda; 73). Ilisso, Nuoro 2002, ISBN 88-87825-38-6

- Fachbuch
  - Diritto processuale civile. CEDAM, Padua 2000, ISBN 88-13-22393-5